# Coppa del Principe della Corona del Kuwait 2024-2025
La Coppa del Principe della Corona del Kuwait 2024-2025 è stata la 31ª edizione della coppa nazionale del Kuwait. Il torneo è iniziato il 6 marzo 2025 ed è terminato il 19 maggio 2025 con la finale. L'Al-Arabi era la formazione detentrice del torneo. 
La competizione è stata vinta dal Kuwait SC, alla sua decima vittoria nella coppa.

## Risultati

### Ottavi di finale
il sorteggio per gli ottavi di finale si è tenuto il 1º marzo 2025.
| Squadra 1     | Risultato       | Squadra 2  |
| ------------- | --------------- | ---------- |
| 6 marzo 2025  |                 |            |
| Kuwait SC     | 5 – 0           | Al-Tadamon |
| Sulaibikhat   | 0 – 0 (1-4 dtr) | Khitan     |
| 7 marzo 2025  |                 |            |
| Kazma         | 3 – 1           | Al-Yarmouk |
| Burgan        | 1 – 5 (dts)     | Al-Salmiya |
| 8 marzo 2025  |                 |            |
| Al-Fahaheel   | 2 – 0           | Al-Shabab  |
| 31 marzo 2025 |                 |            |
| Al-Qadisiya   | 1 – 0           | Al-Naser   |
| 1 aprile 2025 |                 |            |
| Al-Arabi      | 2 – 1           | Al-Sahel   |
| 2 aprile 2025 |                 |            |
| Al-Jahra      | 2 – 1           | Al-Jazeera |

### Quarti di finale
| Squadra 1      | Risultato | Squadra 2   |
| -------------- | --------- | ----------- |
| 23 aprile 2025 |           |             |
| Al-Jahra       | 1 – 6     | Kuwait SC   |
| Kazma          | 3 – 0     | Khitan      |
| 24 aprile 2025 |           |             |
| Al-Arabi       | 3 – 0     | Al-Fahaheel |
| Al-Salmiya     | 1 – 3     | Al-Qadisiya |

### Semifinali
| Squadra 1      | Risultato | Squadra 2   |
| -------------- | --------- | ----------- |
| 28 aprile 2025 |           |             |
| Kazma          | 2 – 4     | Kuwait SC   |
| Al-Arabi       | 1 – 0     | Al-Qadisiya |

### Finale
| Al-Kuwait 19 maggio 2025                         | Kuwait SC | 1 – 0 | Al-Arabi |  |
| \| \| \| \| \| Jabrane 120+1’ \| Marcatori \| \| |           |       |          |  |
|                                                  |           |       |          |  |
| Jabrane 120+1’                                   | Marcatori |       |          |  |